# I. Pietro Orseolo
I. Pietro Orseolo, másképpen Orseolo Szent Péter (Udine, 928 – Saint-Michel-de-Cuxa, 987. január 10.) léphetett Velence trónjára a történelem folyamán huszonharmadikként. A dózsék között igen egyedi uralkodást tudhatott magáénak, hiszen mindössze kétéves regnálása több ponton is eltért elődjei bevett szokásaitól. Az egyik leghatalmasabb velencei család, az Orseolók első trónra lépő tagja volt, akit a világtörténelemben egyedülálló módon szentté avattak dózse létére.

## Élete
Pietro körülbelül 928-ban született az igen tehetős velencei kereskedőcsaládban, Rivoalto szigetén. Feleségül vette Malpierói Felicitát, Malpiero grófjának leányát, akit a krónikák elbeszélése szerint rokoni szálak fűztek a több generáción át uralkodó Badoer (Participazio) családhoz. Tőle két gyermeke született. Egy fiú, aki II. Pietro Orseolo néven később dózse lett, és egy leány, akit a város egyik legtehetősebb és legbefolyásosabb nemese vett el.
976. augusztus 12-én az Olivolo-szigeten álló San Pietro di Castello templomban választotta meg a népgyűlés dózsénak. A nép szemében igen sokat számított származása és az a tény is, hogy részt vett a zsarnok IV. Pietro Candiano elűzésében is. Az első Orseolo egy félig lerombolt várost vett át. Az előző dózse ellen fellázadó nép romba döntötte a dózse palotáját, porig égette a Szent Márk-székesegyházat és a környező városrészeket is elpusztították. Pietro igen erős keresztény neveltetésben részesült, ezért első feladatának tekintette rendbehozni a feldúlt várost. Saját költségén újjáépítette a palotát és Szent Márk templomát. Konstantinápolyból ebben az időben érkezett meg a bazilika első aranyozott oltára, a Pala d'oro.
Magánvagyonából nemcsak az állami épületeket hozta rendbe. A nagylelkű dózse ezer fontnyi pénzt adott azoknak, akik megsérültek, vagy elvesztették mindenüket a háború során. Sőt, még a városi szegényeknek is adományokat juttatott. Nem is csoda, hogy népszerűsége hamarosan hatalmasra nőtt. A jámbornak mutatkozó dózse csak annyit foglalkozott a politikával, amennyire fontosnak tartotta azt kegyes uralkodásához. Épp ezért felújította az isztriai kalózokkal kötött egykori békemegállapodást, hogy nyugodtan be tudja fejezni a város újjáépítését. A bosszút is el akarta kerülni, ezért elődjének özvegyét, Waldradát és Vitale nevű gyermekét, aki nem azonos Grado pátriárkájal, hatalmas pénzösszeggel engesztelte ki. A német-római császári udvarba menekült Waldrada örömmel fogadta a dózse nagylelkűségét.
Az emberséges uralkodó 978-ban úgy döntött, hogy visszavonul az uralkodástól, és egy kolostorba zárkózott el. A krónikák szerint szeptember 1-jén az éj leple alatt szökött meg a városból, és a Pireneusok csúcsai között megbúvó Cuxa monostorában talált menedékre. Hirtelen visszavonulásának igazán nem lehet tudni az okát. Damiani Szent Péter szerint nem bírta a vállára nehezedő súlyos terhet, amiért részt vett a zsarnok IV. Pietro elleni mészárlásban, és vezeklésképpen hagyta el a trónt. Mások szerint Szent Romuald beszélte rá a remete életre.
A kiváló dózse 987. január 10-én halt meg a távoli kolostorban, ahova csak sógora, Giovanni Marosini követte. Az utókor méltón emlékezett meg Pietroról, akit 1731-ben a római katolikus egyház szentté avatott. Földi maradványait XV. Lajos, Franciaország királya vitette vissza Velencébe, ahol a Szent Márk székesegyház kriptájában helyezték örök nyugalomra.